# James Bradley

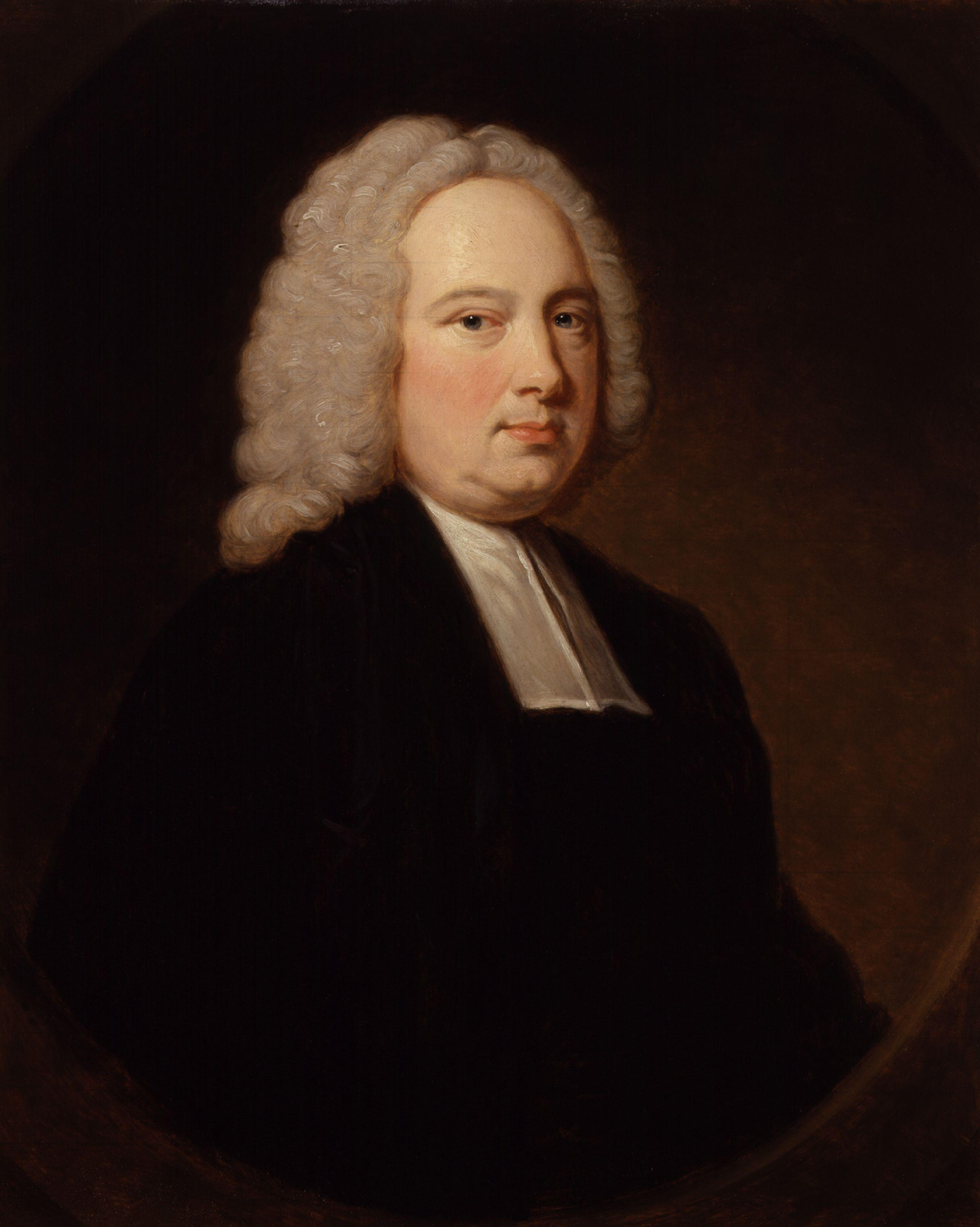
James Bradley

James Bradley (* 3. März 1693 in Sherborne, Gloucestershire; † 13. Juli 1762 in Chalford) war ein englischer Geistlicher und Astronom. Er gilt als Pionier der genauen Astrometrie und wies mit der jährlichen Aberration der Gestirne erstmals die Bewegung der Erde um die Sonne nach.

## Leben und Wirken
James Bradley wurde in Sherborne bei Cheltenham in der Grafschaft Gloucestershire geboren. Von 1711 bis 1718 studierte er Theologie am Balliol College von Oxford. 1719 wurde Bradley Vikar von Bridstow und sein Freund, der Parlamentarier Samuel Molyneux, verschaffte ihm eine Pfründe in Wales.

### Interesse für Astronomie
Neben der Theologie interessierte sich Bradley sehr für die Astronomie. Erste Beobachtungen führte er unter der Anleitung seines Onkels, des versierten Amateurastronomen Reverend James Pound (1669–1724), am Pfarramt Wanstead in Essex durch. 1718 wurde er als „Fellow“ in die Royal Society aufgenommen.
1721 wurde Bradley an die Universität Oxford berufen, wo er den Savilian Chair of Astronomy übernahm. Er hielt u. a. Vorlesungen über „experimentelle Philosophie“, damals der Name für die neuartige Naturwissenschaft, in der nicht mehr die philosophischen Grundsätze, sondern die Beobachtungen das höchste Wahrheitskriterium darstellten.

### Wissenschaftliche Forschungen
Bradleys Spezialgebiet war die Astrometrie, die Positionsbestimmung der Sterne. Bei seinen Himmelsbeobachtungen mit einem eigens hierfür konstruierten Zenitteleskop, die er mit seinem Freund Samuel Molyneux auf dessen Sternwarte vornahm, entdeckte er 1725 am Stern Gamma Draconis das Phänomen der Aberration des Lichts, hervorgerufen durch die Bewegung der Erde um die Sonne. Dies war ein erster Beweis für Kopernikus’ heliozentrisches Weltbild und außerdem eine Möglichkeit zur Bestimmung der Laufzeit des Lichts für die Astronomische Einheit. Diese konnte Bradley mit einer Genauigkeit von 1 % ermitteln, während die Ergebnisse mit der von Ole Rømer ersonnenen Methode immer noch um 10 % streuten. In der Diskussion der Ergebnisse mit dem Hofastronomen Edmond Halley 1728, schriftlich im Januar 1729, weist er darauf hin, dass seine Methode auch die Unabhängigkeit der Lichtgeschwindigkeit von der Lichtquelle, von der Richtung und der Entfernung zeigt.
Durch exakte Messungen der Mondbahn über 19 Jahre hinweg entdeckte Bradley auch die Nutation der Erdachse. Die Ergebnisse seiner Beobachtungen veröffentlichte er 1748.
1742 wurde er als Nachfolger von Edmond Halley zum „Astronomer Royal“ und Direktor des Royal Greenwich Observatory ernannt. Unter seiner Leitung wurde das Instrumentarium der Greenwicher Sternwarte für die seinerzeit immense Summe von 1.000 £ aufgestockt. 1750 wurde ein Quadrant von John Bird in Betrieb genommen. 1752 erhielt Bradley ein Jahresgehalt von 250 £ vom britischen Königshaus.
1761 musste er aus gesundheitlichen Gründen von seinen Ämtern zurücktreten. Er zog nach Chalford in Gloucestershire, wo er im folgenden Jahr im Alter von 69 Jahren im Skiveralls House verstarb.

### Publizierung und Bedeutung seiner Forschungsergebnisse

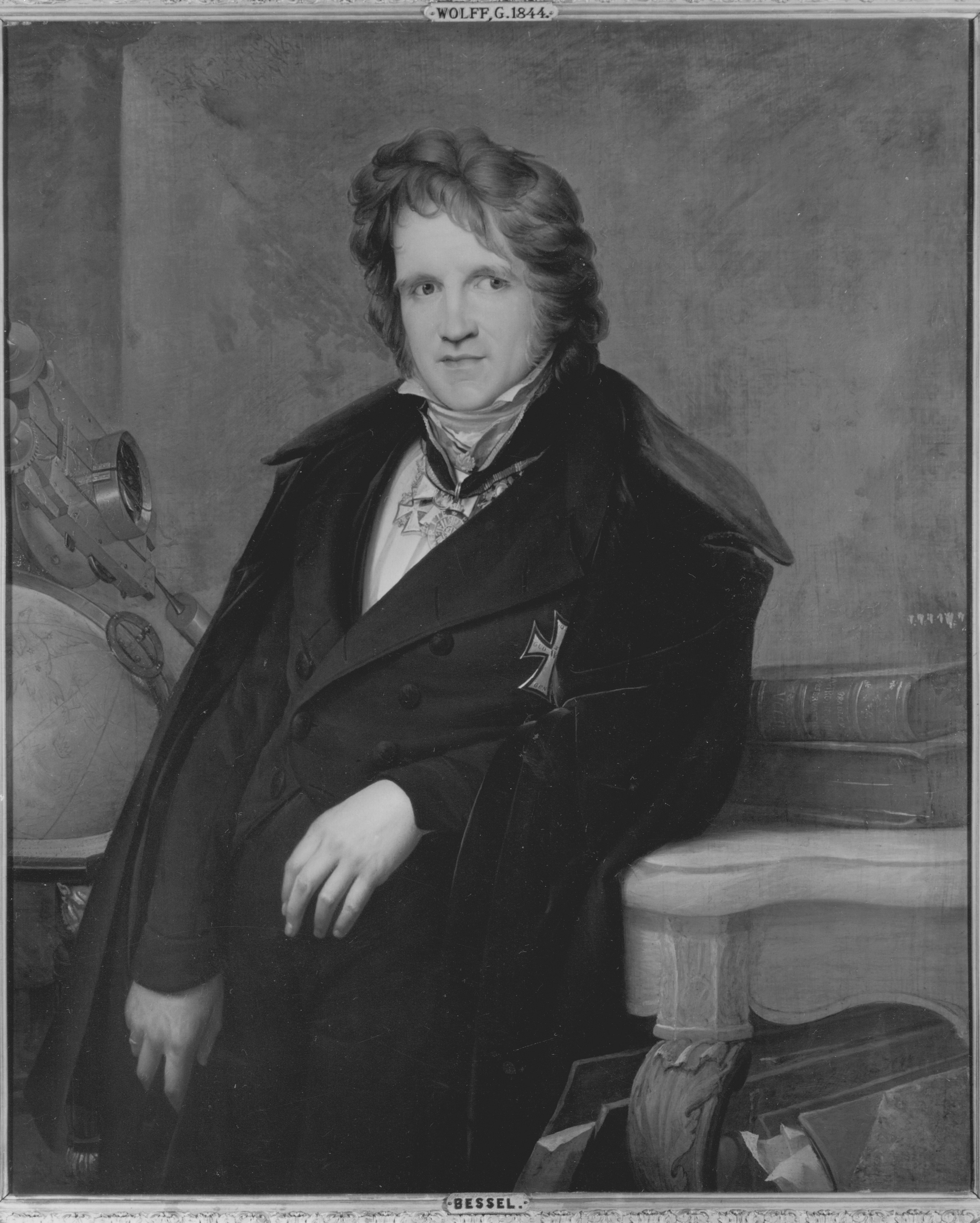
Der deutsche Astronom Friedrich Wilhelm Bessel mit dem Dannebrogorden in einem Gemälde von Johann Eduard Wolff. Auf dem Tisch ist der eine Band von James Bradleys „Astronomical observations made at the observatory at Greenwich 1750–1762“ zu erkennen.

Die Veröffentlichung von Bradleys Sternbeobachtungen verzögerten sich wegen eines Streits über die Urheberrechte. Sie wurden schließlich in zwei Bänden in den Jahren 1798 und 1805 herausgegeben. Friedrich Wilhelm Bessel reduzierte Bradleys Aufzeichnungen und erstellte einen Sternkatalog mit 3.000 Sternen.
James Bradley wird als einer der Begründer der teleskopgestützten Astrometrie gesehen und damit als einer der bedeutendsten Astronomen des 18. Jahrhunderts.

### Mitgliedschaften
Der Königlich Preußischen Akademie der Wissenschaften gehörte er seit 1746 als auswärtiges Mitglied an. 1748 wurde er Mitglied der Académie des sciences und im Dezember 1753 Ehrenmitglied der Russischen Akademie der Wissenschaften in St. Petersburg.

### Eponyme
Der am 21. Februar 1982 entdeckte Asteroid (2634) James Bradley trägt seit 1985 seinen Namen. Ebenfalls ist nach ihm der Mons Bradley auf dem Erdmond benannt.

## Schriften (Auswahl)
- A Letter from the Reverend Mr. James Bradley Savilian Professor of Astronomy at Oxford, and F.R.S. to Dr.Edmond Halley Astronom. Reg. &c. Giving an Account of a New Discovered Motion of the Fix'd Stars. In: Philosophical Transactions. Band 35, Nummer 406, 1727, S. 637–661, doi:10.1098/rstl.1727.0064, (Volltext)
- Hornsby/Robertson (Hrsg.): Astronomical observations made at the observatory at Greenwich 1750–1762. 2 Bände, Oxford 1798–1805. Supplement 1833.